# Championnats de France de triathlon en relais mixte 2021
Navigation
2019 2022
Les championnats de France de relais mixte 2021 de la Fédération française de triathlon se tiennent à Châteauroux, dans l'Indre le 22 août 2021.
Pour cette épreuve, chaque club est autorisé à participer avec une ou plusieurs équipes de quatre participants, composée de deux femmes et de deux hommes. Les équipes doivent s'affronter dans l'ordre suivant : (1 femme/1 homme/1 femme/1 homme). Chaque triathlète doit concourir sur une nage de 300 mètres, une course à vélo de 6 km, une course à pied de 2 km et passer le relais à son coéquipier.

## Palmarès
Le club Metz Triathlon remporte son deuxième sacre après celui de 2019 sur ses terres à Metz, quarante trois équipes participent à cette compétition dont quatre juniors.
| Rang               | Équipe                                                                            | Temps           |
| ------------------ | --------------------------------------------------------------------------------- | --------------- |
| Médaille d'or      | Metz Triathlon 1                                                                  | 1 h 41 min 08 s |
| Médaille d'or      | - Margot Garabedian - Maxime Hueber-Moosbrugger - Jeanne Lehair - Nathan Guerbeur | 1 h 41 min 08 s |
| Médaille d'argent  | Issy Triathlon 1                                                                  | 1 h 41 min 40 s |
| Médaille d'argent  | - Célia Merle - Emil Holm - Audrey Merle - Alexis Dupuy                           | 1 h 41 min 40 s |
| Médaille de bronze | Triathlon club Liévin 1                                                           | 1 h 41 min 46 s |
| Médaille de bronze | - Sara Guerrero Manso - Alois Knabl - Selina Klamt - Andrea Salvisberg            | 1 h 41 min 46 s |
| 4                  | - Metz Triathlon juniors ; - Douché - Simionato - Foltz - Lawson                  | 1 h 41 min 56 s |
| 5                  | - Poissy Triathlon ; - Dodet - Raphaël - Wattiez - Pujades                        | 1 h 43 min 00 s |